# Horní Dunajovice
Obec Horní Dunajovice (německy Ober Dannowitz) se nachází v okrese Znojmo v Jihomoravském kraji. Obec se nečlení na části, má ale dvě katastrální území, Horní Dunajovice a Domčice. Žije zde 632 obyvatel.

## Název
Na vesnici bylo přeneseno původní pojmenování jejích obyvatel Dunajovici. Jeho význam mohl být "Dunajovi lidé" (osobní jméno Dunaj je doloženo), ale pravděpodobnější je, že znamenalo "lidé přišlí od Dunaje". Přívlastek Horní na odlišení od Dolních Dunajovic je doložen od 16. století.

## Historie
První písemná zmínka o obci pochází z roku 1358.
Narodil se tu a působil Anton Kuchyňka (1869–1939), mlynář a politik, starosta obce, na počátku 20. století poslanec Říšské rady a Moravského zemského sněmu.

## Pamětihodnosti
- Zámek Horní Dunajovice
- Kostel Nejsvětější Trojice (se šikmou věží)
- Kaplička
- Kaple svaté Markéty (v původně samostatné obci Domčice)
- Vodní mlýn č.p. 161 (v původně samostatné obci Domčice)
- Kříž u silnice na Mikulovice
- Socha svatého Floriána

## Galerie

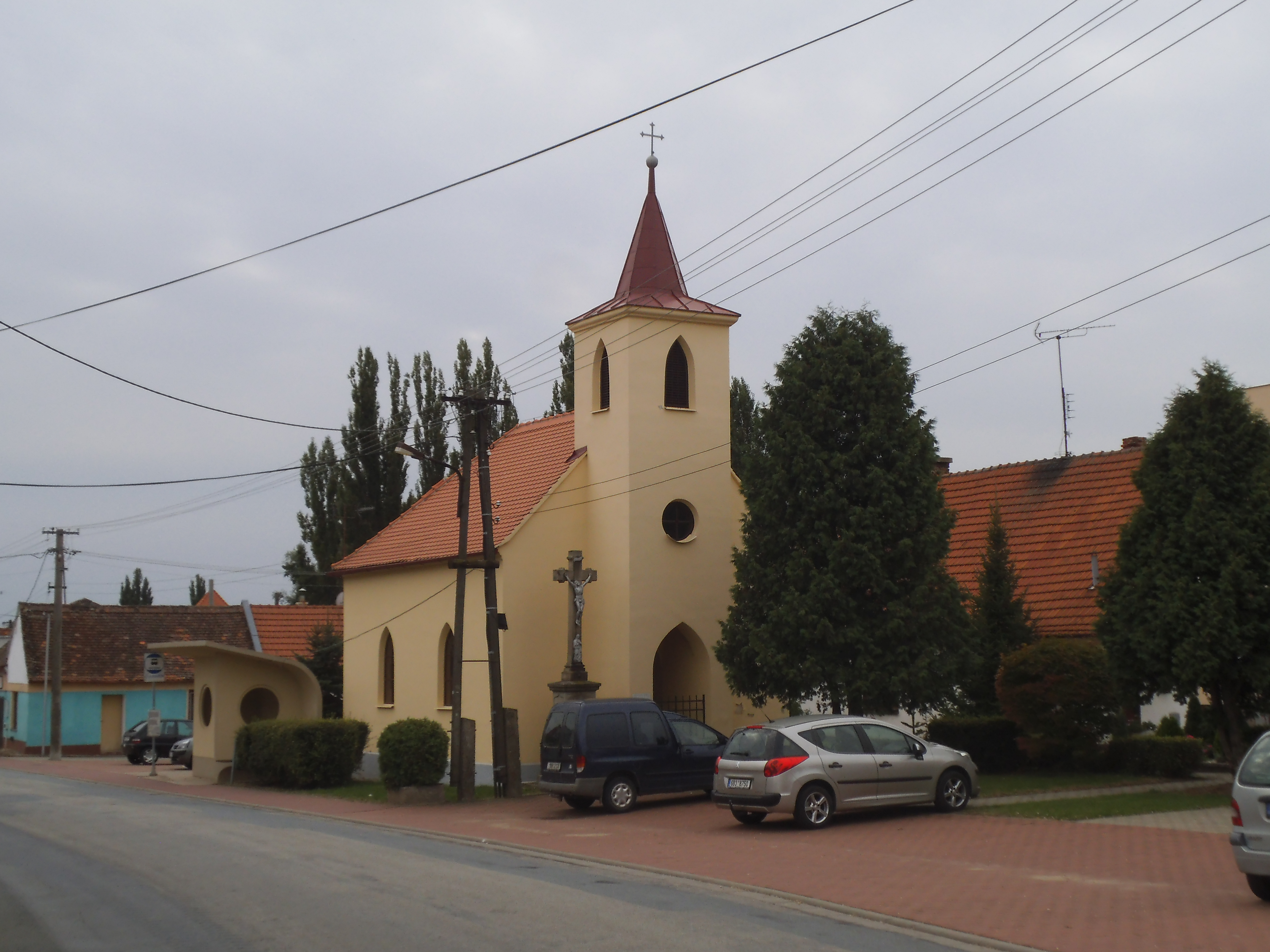
Kaple sv. Markéty
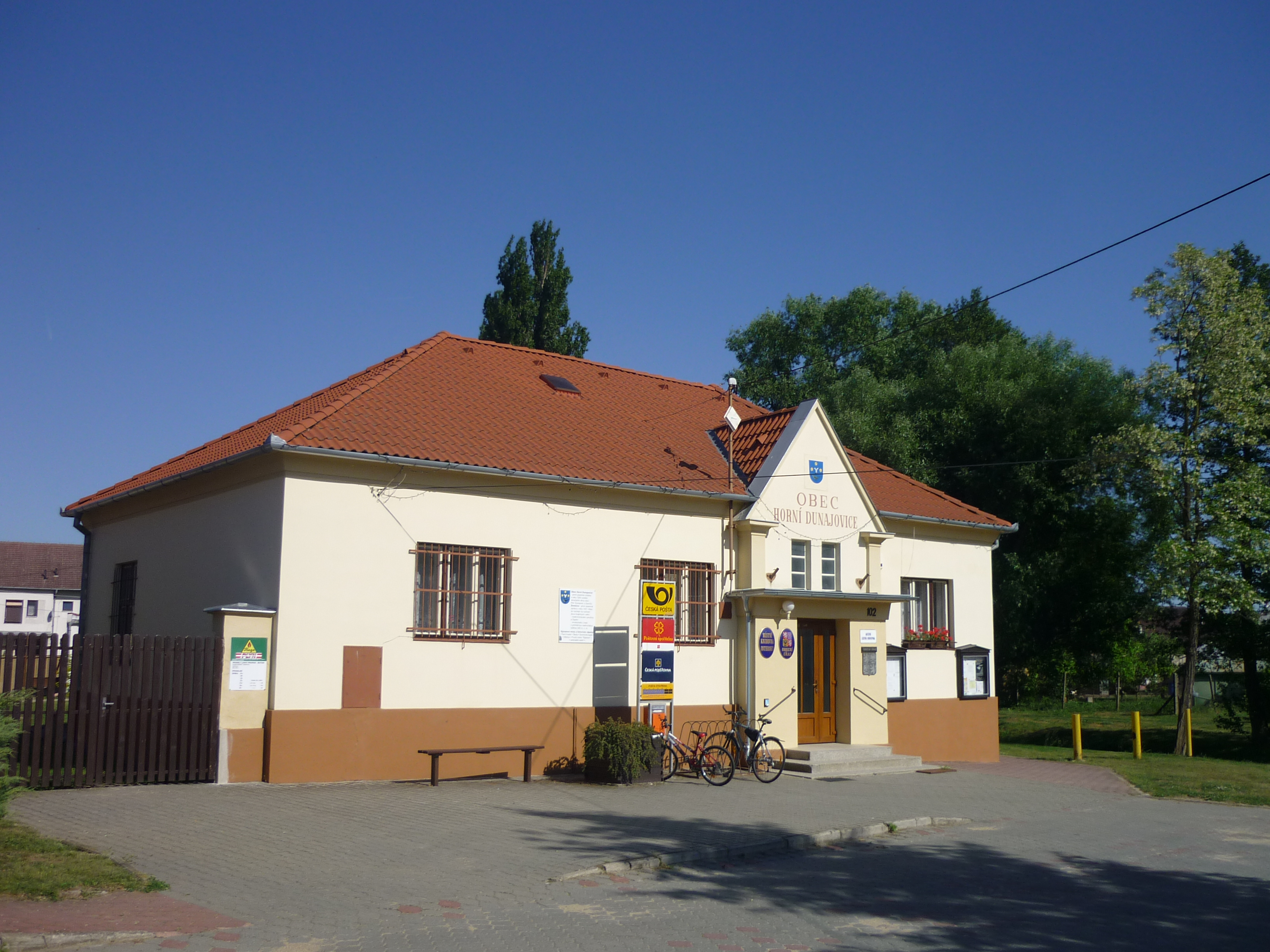
Obecní úřad
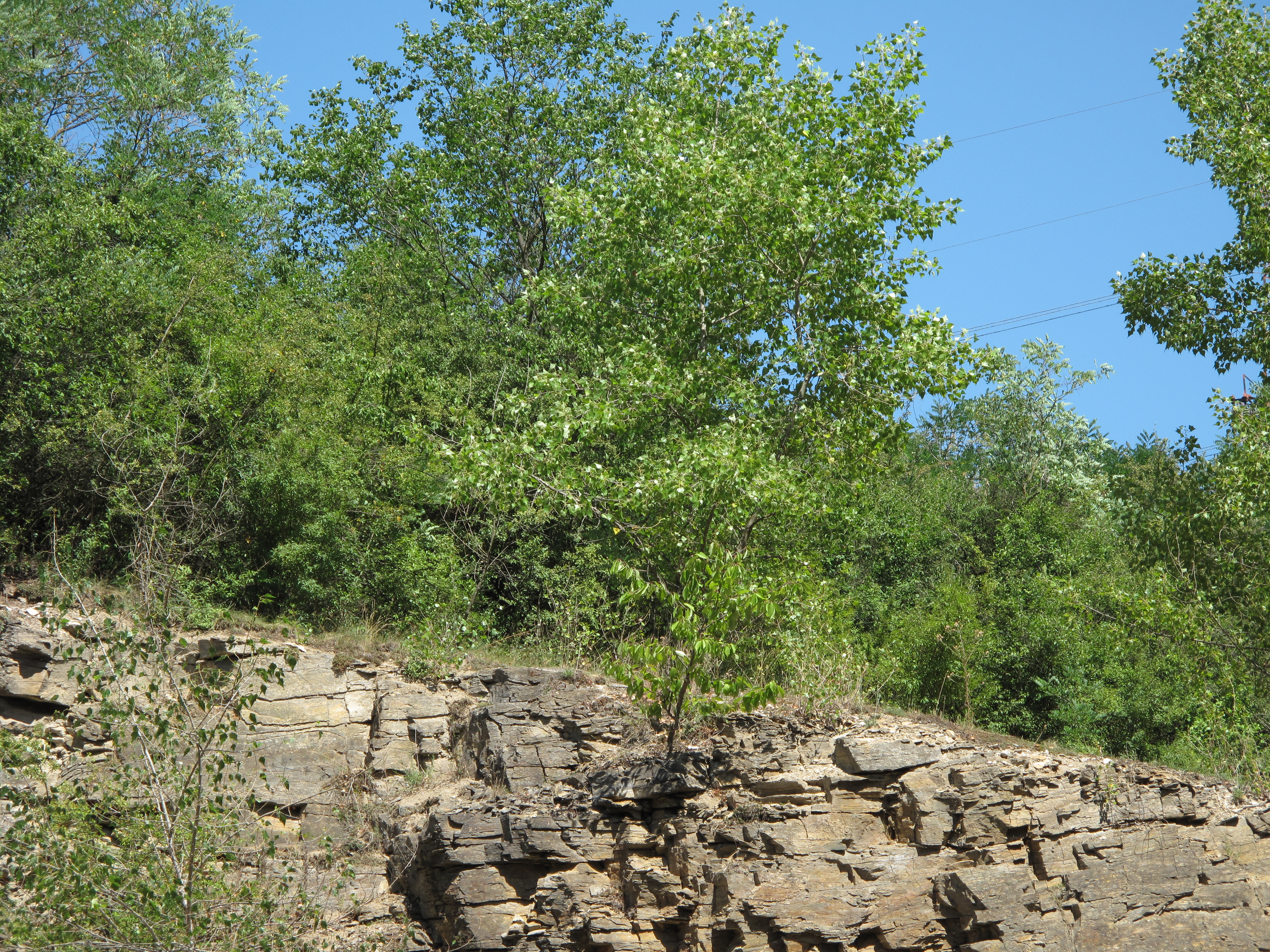
Přírodní památka Pod Šibeničním kopcem
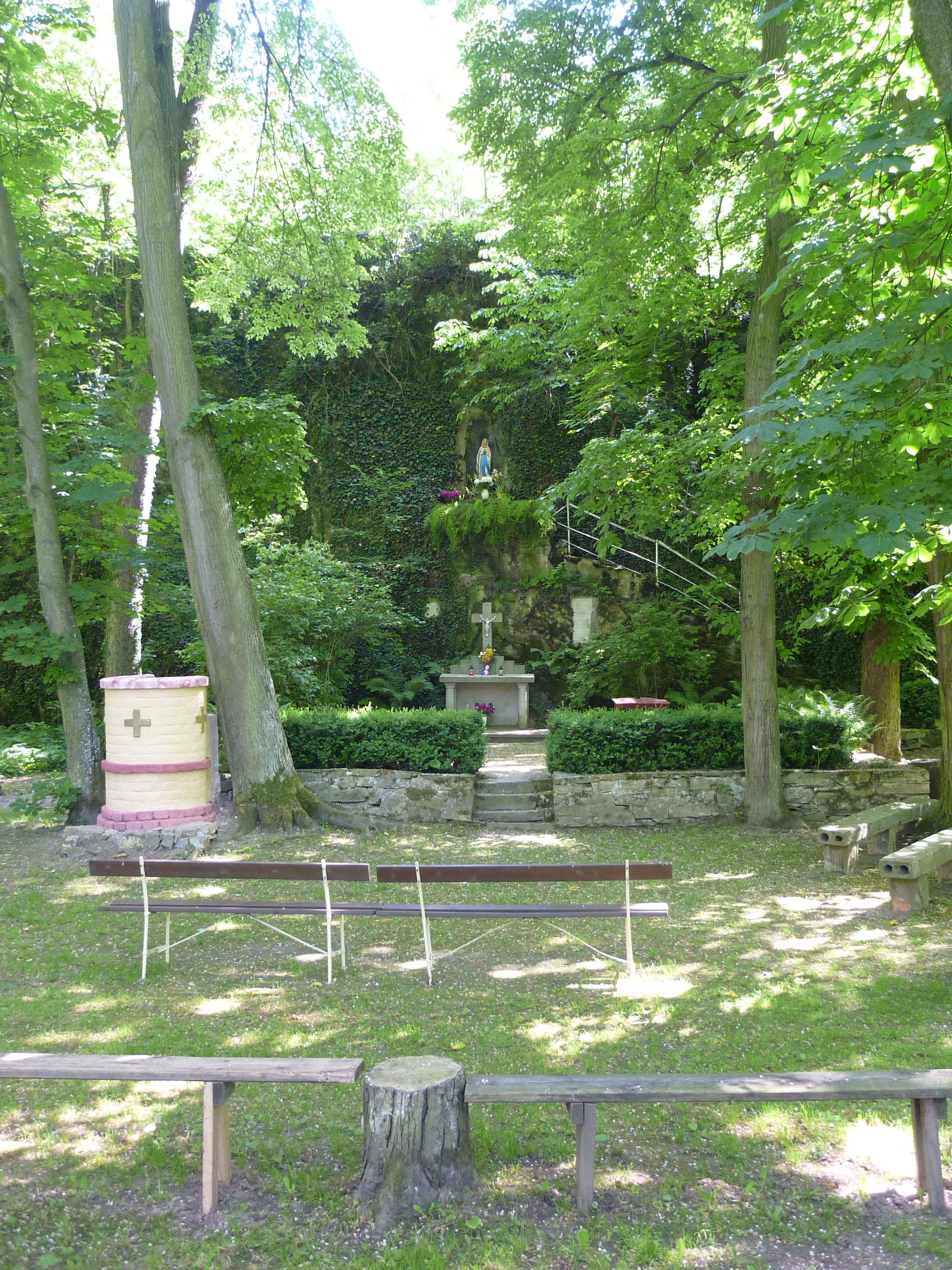
Poutní místo Rybnice